# Eustachy Chronowski
Eustachy Jaxa Chronowski (ur. 22 września 1845 w Warszawie, zm. 17 maja 1916 w Krakowie) – działacz społeczno-charytatywny, właściciel hoteli "Saskiego" i "Grand" w Krakowie, uczestnik powstania 1863 r., emigrant, uczestnik wojny francusko-pruskiej 1870 r., prezes Towarzystwa "Przytuliska" dla Uczestników Powstania 1863/1864 r. w Krakowie, członek Komitetu Obywatelskiego Polskiego Skarbu Wojskowego w sierpniu 1914 roku.
Eustachy Chronowski był synem Alojzego Chronowskiego. Jako student warszawskiej Szkoły Głównej przystąpił do powstania 1863 r. Walczył w oddziałach: Łapińskiego, Lipińskiego i Michała Zielińskiego. Ranny w bitwie pod Parszowem, emigrował do Paryża. Tu wziął udział jako ochotnik w wojnie francusko-pruskiej. Tu uzyskał stopień oficerski. W 1871 wraz z armią gen. Bourbakiego przeszedł do Szwajcarii. Parę lat później osiadł w Krakowie i wydzierżawił hotel "Saski", a następnie w 1886 założył, opierając się na wzorach francuskich "Grand Hotel". 
Znacznie przyczynił się do zreformowania przemysłu hotelarskiego w Krakowie i rozwoju ruchu turystycznego. Prowadził też rozległą działalność społeczną i charytatywną. Wspierał Towarzystwo "Przytuliska" Uczestników Powstania 1863/1864 r., którego był prezesem. Gromadzone przez całe życie zbiory sztuki i dawnego rzemiosła przekazał Muzeum Narodowemu, zaś majątek Arcybractwu Miłosierdzia i gminie Kraków, które utworzyły fundację jego imienia wspierającą młodzież rzemieślniczą. Ponadto pozostawił zapisy dla kościołów i towarzystw naukowych.
Jego żoną była Kazimiera Kotnowska – córka powstańca 1863 r. i emigranta do Ameryki. Został pochowany na Cmentarzu Rakowickim.